# 蓬塔波朗
22°32′9″S 55°43′33″W / 22.53583°S 55.72583°W

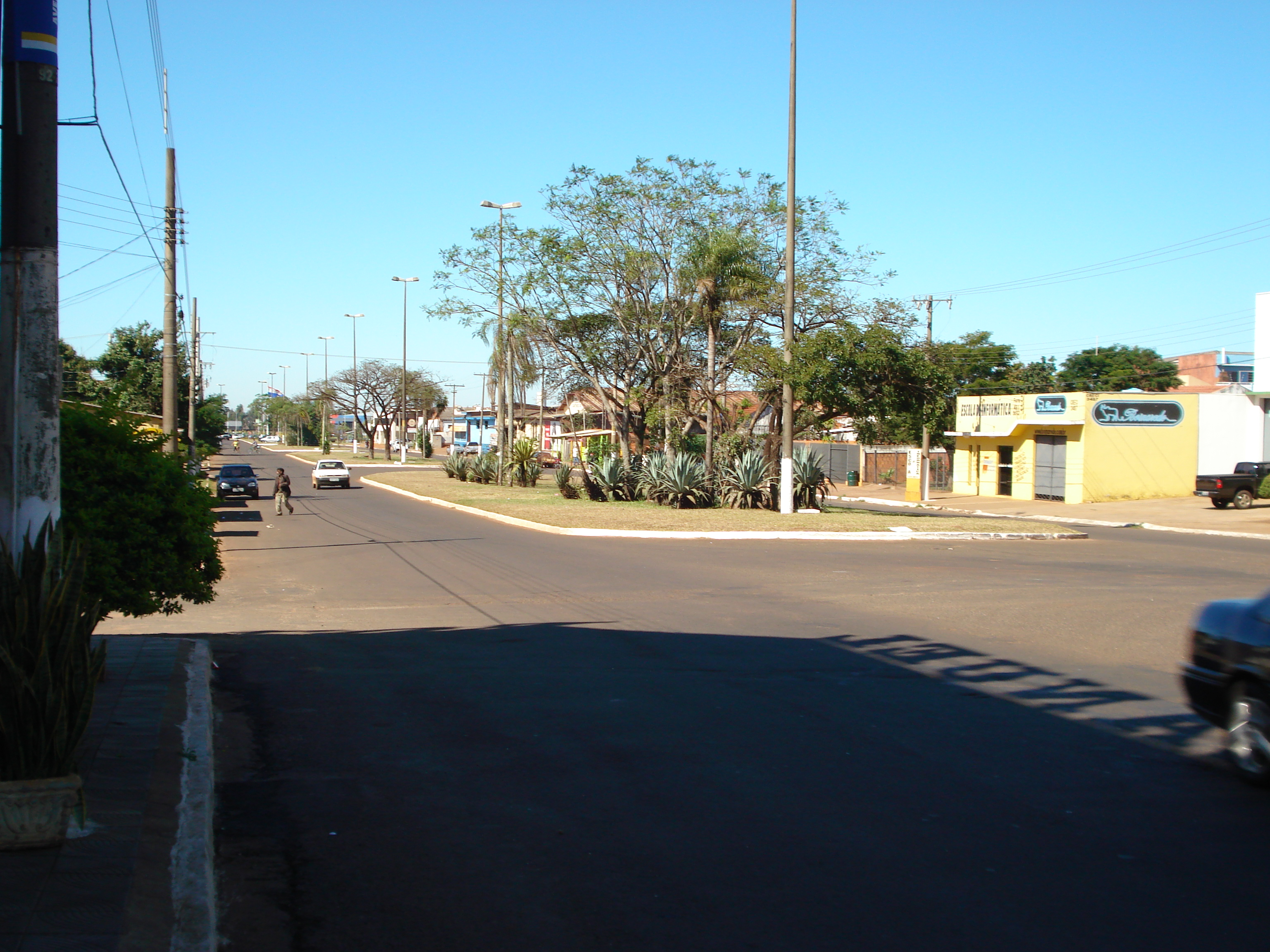
蓬塔波朗

蓬塔波朗（葡萄牙語：Ponta Porã），是巴西的城鎮，位於該國西部，由南馬托格羅索州負責管轄，始建於1912年7月18日，面積5,329平方公里，海拔高度755米，2012年人口83,747，人口密度每平方公里15.72人。